# Мировой Октябрь
Миро́вой Октя́брь — посёлок в Воронежской области. Входит в состав Борисоглебского городского округа.

## Население
| 2010 |
| ---- |
| 154  |

## Улицы
В посёлке имеются две улицы: Луговая и Советская.